# El Sabino, Churintzio
El Sabino är en ort i Mexiko.   Den ligger i kommunen Churintzio och delstaten Michoacán de Ocampo, i den centrala delen av landet, 300 km väster om huvudstaden Mexico City. El Sabino ligger 1 849 meter över havet och antalet invånare är 113.
Terrängen runt El Sabino är huvudsakligen kuperad, men åt nordväst är den platt. Runt El Sabino är det ganska glesbefolkat, med 27 invånare per kvadratkilometer. Närmaste större samhälle är Churintzio, 3,0 km norr om El Sabino. I omgivningarna runt El Sabino växer huvudsakligen savannskog.